# 大韓新聞
大韓新聞（：／ Daehan Nyuseu）是大韓民國政府在1953至1994年間每週製作並在韓國國內電影院放映的新聞影片。

## 名字
1945年朝鮮半島結束日本統治後，新聞影片以“朝鮮時報”（／）的名稱開始製作，1948年大韓民國政府成立後更名爲“大韓前進報”（／），1953年更名爲“大韓新聞”，名稱曾數度更改，起初爲，朝鮮停戰協定簽署後改爲，1964年改爲，1972年改爲。1994年12月31日，大韓新聞第2040期製作完成後結束播出，并由1995年3月開播的K-TV韓國映像接替。

## 主要記錄
- 四·一九運動
- 五一六軍事政變
- 青瓦臺事件
- 京釜高速公路開通
- 湖南高速公路開通
- 嶺東高速公路開通
- 東海高速公路開通
- 新村運動
- 首爾地鐵1號線開通
- 朴正熙遇刺案
- 光州民主運動
- 1986年亞洲運動會
- 六月民主運動
- 漢城奧運會
- 大田世界博覽會

## 外部連結
- eHistory的大韓新聞存檔 （页面存档备份，存于）
- YouTube上的KTV存檔頻道（含大韓新聞）